# Stadion Miejski w Probisztipie
Stadion Miejski (mac. Градски стадион, Gradski stadion) – stadion sportowy w Probisztipie, w Macedonii Północnej. Obiekt może pomieścić 4000 widzów. Swoje spotkania rozgrywają na nim piłkarze klubu Rudar Probisztip.